# Maria Adelajda Sabaudzka-Genueńska
Maria Adelajda Wiktoria Amelia Sabaudzka-Genueńska, właściwie wł. Maria Adelaide Vittoria Amelia di Savoia-Genova, (Turyn, 25 kwietnia 1904 – Rzym, 8 września 1979 roku) – księżniczka włoska należąca do gałęzi Genueńskiej domu Sabaudzkiego.

## Życiorys

### Rodzina i wczesne lata
Maria Adelajda Sabudzka-Genueńska urodził się w Turynie w 1904 roku, jako piąta córka Tomasza Sabaudzkiego-Genueńskiego i Izabeli Bawarskiej.
Jako księżniczka z domu Sabaudzkiego mogła korzystać z prawa występowania w białym stroju podczas audiencji u papieża, tzw. przywilej bieli.
Jej ojciec był bratankiem Karola Alberta Sabaudzkiego i Jana Saksońskiego. Jej matka była siostrzenicą Ludwika I Bawarskiego, prawnuczką Karol IV Hiszpańskiego i Franciszka I Króla Obojga Sycylii.
Maria Adelajda miała pięcioro rodzeństwa: Ferdynand (1884-1963), Filibert (1895-1990), Maria Bona (1896-1971), Wojciech (1898-1982 r.) i Kacper (1906-1996)

### Małżeństwo
Wyszła za mąż 15 lipca 1935 r., w posiadłości Pizańskiej San Rossore, za Lwa Maksyma, piątego księcia Arsoli. Małżeństwo miało sześcioro dzieci:
- Izabela Maksyma, urodziła się 5 czerwca 1936 roku[1].
- Filip Maksym, szósty książę Arsoli, urodził się 29 września 1938 roku[1].
- Ferdynand Maksym, urodził się 20 stycznia 1940 roku[1].
- Karol Maksym, urodził się 3 lipca 1942 roku[1].
- Maria Eleonora Maksyma, urodziła się 30 marca 1944 roku[1].
- Franciszek Maksym, urodził się 15 lipca 1946 roku[1].

Maria Adelajda zmarła w Rzymie 8 lutego 1979 roku.

## Ordery
- Dama Honoru i Dewocji Suwerennego Rycerskiego Zakonu Szpitalników św. Jana, z Jerozolimy, z Rodos i z Malty[4]
- Święty Konstantyński Order Rycerski Świętego Jerzego[4]

## Rodowód
| Maria Adelaide Sabaudzka-Genua | Ojciec: Tomasz Sabaudzki-Genueński | Dziadek po mieczu: Ferdynand Sabaudzki-Genueński | Pradziadek po mieczu: Karlo Albert Sabaudzki            | Prapradziadek po mieczu: Karol Emanuel Sabaudzki-Carignano   |
| Maria Adelaide Sabaudzka-Genua | Ojciec: Tomasz Sabaudzki-Genueński | Dziadek po mieczu: Ferdynand Sabaudzki-Genueński | Pradziadek po mieczu: Karlo Albert Sabaudzki            | Praprababka po mieczu: Maria Krystyna Saksońska              |
| Maria Adelaide Sabaudzka-Genua | Ojciec: Tomasz Sabaudzki-Genueński | Dziadek po mieczu: Ferdynand Sabaudzki-Genueński | Prababka po mieczu: Maria Teresa Habsburg-Lotaryńska    | Prapradziadek po mieczu: Ferdynand III Toskański             |
| Maria Adelaide Sabaudzka-Genua | Ojciec: Tomasz Sabaudzki-Genueński | Dziadek po mieczu: Ferdynand Sabaudzki-Genueński | Prababka po mieczu: Maria Teresa Habsburg-Lotaryńska    | Praprababka po mieczu: Luiza Maria Amelia Burbon-Sycylijska  |
| Maria Adelaide Sabaudzka-Genua | Ojciec: Tomasz Sabaudzki-Genueński | Babka po mieczu: Elżbieta Saksońska              | Pradziadek po mieczu: Jan Saksoński                     | Prapradziadek po mieczu: Maksymilian Saksoński               |
| Maria Adelaide Sabaudzka-Genua | Ojciec: Tomasz Sabaudzki-Genueński | Babka po mieczu: Elżbieta Saksońska              | Pradziadek po mieczu: Jan Saksoński                     | Praprababka po mieczu: Karolina Burbon-Parmeńska             |
| Maria Adelaide Sabaudzka-Genua | Ojciec: Tomasz Sabaudzki-Genueński | Babka po mieczu: Elżbieta Saksońska              | Prababka po mieczu: Amelia Augusta Bawarska             | Prapradziadek po mieczu: Maksymilian I Józef Bawarski        |
| Maria Adelaide Sabaudzka-Genua | Ojciec: Tomasz Sabaudzki-Genueński | Babka po mieczu: Elżbieta Saksońska              | Prababka po mieczu: Amelia Augusta Bawarska             | Praprababka po mieczu: Karolina Badeńska                     |
| Maria Adelaide Sabaudzka-Genua | Matka: Izabela Bawarska            | Dziadek po kądzieli: Albert Bawarski             | Pradziadek po kądzieli: Ludwik I Bawarski               | Prapradziadek po kądzieli: Maksymilian I Józef Bawarski      |
| Maria Adelaide Sabaudzka-Genua | Matka: Izabela Bawarska            | Dziadek po kądzieli: Albert Bawarski             | Pradziadek po kądzieli: Ludwik I Bawarski               | Praprababka po kądzieli: Augusta Wilhelmina Hessen-Darmstadt |
| Maria Adelaide Sabaudzka-Genua | Matka: Izabela Bawarska            | Dziadek po kądzieli: Albert Bawarski             | Prababka po kądzieli: Teresa di Sassonia-Hildburghausen | Prapradziadek po kądzieli: Fryderyk Saksoński-Altenburg      |
| Maria Adelaide Sabaudzka-Genua | Matka: Izabela Bawarska            | Dziadek po kądzieli: Albert Bawarski             | Prababka po kądzieli: Teresa di Sassonia-Hildburghausen | Praprababka po kądzieli: Karolina Meklemburg-Strelitz        |
| Maria Adelaide Sabaudzka-Genua | Matka: Izabela Bawarska            | Babka po kądzieli: Amelia Filipina Burbon        | Pradziadek po kądzieli: Franciszek de Paula Burbon      | Prapradziadek po kądzieli: Karol IV Hiszpański               |
| Maria Adelaide Sabaudzka-Genua | Matka: Izabela Bawarska            | Babka po kądzieli: Amelia Filipina Burbon        | Pradziadek po kądzieli: Franciszek de Paula Burbon      | Praprababka po kądzieli: Maria Luiza Burbon-Parmeńska        |
| Maria Adelaide Sabaudzka-Genua | Matka: Izabela Bawarska            | Babka po kądzieli: Amelia Filipina Burbon        | Prababka po kądzieli: Luiza Karola Burbon-Sycylijska    | Prapradziadek po kądzieli: Franciszek I Sycylijski           |
| Maria Adelaide Sabaudzka-Genua | Matka: Izabela Bawarska            | Babka po kądzieli: Amelia Filipina Burbon        | Prababka po kądzieli: Luiza Karola Burbon-Sycylijska    | Praprababka po kądzieli: Maria Izabela Burbon                |